# Kwity Paye
Kwity Paye (geboren am 19. November 1998 in Guinea) ist ein US-amerikanischer American-Football-Spieler auf der Position des Defensive Ends. Er spielte College Football für die Michigan Wolverines. Im NFL Draft 2021 wurde Paye in der ersten Runde von den Indianapolis Colts ausgewählt.

## Frühe Jahre
Paye wurde 1998 in einem Flüchtlingslager in Guinea geboren, nachdem seine Mutter 1990 vor dem Bürgerkrieg in Liberia geflohen war. Im Mai 1999 emigrierte sie mit Paye und dessen älterem Bruder in die Vereinigten Staaten nach Providence, Rhode Island, wohin bereits zwei Familienangehörige ausgewandert waren. Er besuchte die Bishop Hendricken High School in Warwick und spielte dort Football als Runningback und als Defensive Lineman, darüber hinaus war er als Leichtathlet aktiv. Im Jahr 2016 wurde er als Gatorade Football Player of the Year im Bundesstaat Rhode Island ausgezeichnet. Paye wurde zum Under Armour All-American Game eingeladen. Ebenfalls 2016 gewann er mit der 4-mal-100-Meter-Staffel sowie im Weitsprung die Staatsmeisterschaften von Rhode Island.
Ab 2017 ging Paye auf die University of Michigan, um College Football für die Michigan Wolverines in der NCAA Division I Football Bowl Subdivision (FBS) zu spielen. Als Freshman kam er in neun Spielen zum Einsatz, dabei war er Ersatzspieler und kam in den Special Teams zum Einsatz. Infolge einer Verletzung von Rashan Gary stand Paye ab 2018 in vier Spielen, darunter dem Peach Bowl, in der Startaufstellung der Wolverines, bevor er 2019 von Beginn an Stammspieler war und sich zu einem Schlüsselspieler in der Defense entwickelte. Er erzielte 6,5 Sacks und 12,5 Tackles for Loss. In seiner letzten Saison am College war er Teamkapitän. Aufgrund der durch die COVID-19-Pandemie in den Vereinigten Staaten verkürzten Saison bestritt er 2020 nur vier Spiele. Paye kam insgesamt in 38 Spielen der Wolverines zum Einsatz, davon startete er in 20 Spielen.

## NFL
Paye wurde von den Indianapolis Colts im NFL Draft 2021 in der ersten Runde mit dem 21. Pick ausgewählt. Bei seinem NFL-Debüt gegen die Seattle Seahawks am ersten Spieltag konnte er einen Fumble erobern und drei Tackles erzielen. Insgesamt erzielte Paye als Rookie in 15 Partien als Starter 32 Tackles, vier Sacks, einen erzwungenen Fumble und zwei eroberte Fumbles. In der Saison 2022 verpasste Paye fünf Spiele verletzungsbedingt und erzielte in 12 Partien 6,0 Sacks und zehn Tackles for Loss. Mit 8,5 Sacks stellte Paye in seinem dritten Jahr in der NFL einen neuen Karrierebestwert auf, zudem konnte er jeweils zwei Fumbles erzwingen und erobern.

### NFL-Statistiken
| Saison                             | Saison | Spiele | Spiele      | Tackles | Tackles | Tackles | Tackles | Interceptions | Interceptions | Interceptions | Interceptions | Interceptions | Fumbles | Fumbles | Fumbles |
| Jahr                               | Team   | Spiele | als Starter | Gesamt  | Solo    | Ast     | Sacks   | PD            | INT           | Yds           | Lng           | TD            | FF      | FR      | TD      |
| ---------------------------------- | ------ | ------ | ----------- | ------- | ------- | ------- | ------- | ------------- | ------------- | ------------- | ------------- | ------------- | ------- | ------- | ------- |
| 2021                               | IND    | 15     | 15          | 32      | 16      | 16      | 4,0     | 1             | 0             | 0             | 0             | 0             | 1       | 2       | 0       |
| 2022                               | IND    | 12     | 12          | 45      | 32      | 13      | 6,0     | 0             | 0             | 0             | 0             | 0             | 0       | 1       | 0       |
| 2023                               | IND    | 16     | 16          | 52      | 31      | 21      | 8,5     | 0             | 0             | 0             | 0             | 0             | 2       | 2       | 0       |
| 2024                               | IND    | 15     | 15          | 41      | 29      | 12      | 8,0     | 1             | 0             | 0             | 0             | 0             | 1       | 0       | 0       |
| Gesamt                             | Gesamt | 58     | 58          | 170     | 108     | 62      | 26,5    | 2             | 0             | 0             | 0             | 0             | 4       | 5       | 0       |
| Quelle: pro-football-reference.com |        |        |             |         |         |         |         |               |               |               |               |               |         |         |         |